# Iwona Wszołkówna
Iwona Wszołkówna (Wszołek) (ur. 13 kwietnia 1975) – polska aktorka filmowa i teatralna.

## Życiorys
W 2000 roku ukończyła Państwową Wyższą Szkołę Teatralną w Krakowie. W tym samym roku rozpoczęła pracę w Teatrze Współczesnym w Warszawie, w którym występowała do 2009 roku.
Związana z reżyserem Jerzym Bogajewiczem. Ma dwoje dzieci: syna Antoniego (ur. 2005) i córkę Gabrielę (ur. 2007).

## Filmografia
- 2003: Kasia i Tomek jako Regina
- 2003: Zaginiona
- 2004: Camera Café jako Asia
- 2004: Kryminalni jako kelnerka Lucyna
- 2004: Wesele jako Januszewska, starsza druhna
- 2005: Anioł Stróż jako Kamila
- 2005: Boża podszewka II jako Frida, podopieczna Hufaldowej
- 2005–2009: Niania jako Jola Ząbkowska, przyjaciółka Frani
- 2006: Ale się kręci
- 2006: Tylko mnie kochaj jako sąsiadka Julii
- 2006: 39 i pół jako Macińska
- 2011: Wszyscy kochają Romana jako Ola, koleżanka Doroty
- 2011: Pokaż, kotku, co masz w środku jako Janina Zientara, żona policjanta Zygmunta
- 2014: Pod mocnym aniołem jako alkoholiczka Joanna
- 2015: Prawo Agaty jako Jola Kruk (odc. 86)

## Programy telewizyjne
- 2010: satyryczny program Stacja w TVN Warszawa – jako Wioletta Mróz[4]

## Spektakle teatralne
- 2000: "Letnicy" PWST w Krakowie – jako Maria Lwowna
- 2000: "Książę Myszkin" Teatr Rozmaitości w Warszawie – jako Fienia
- 2001: "Samotnik" Teatr Współczesny w Warszawie
- 2001: "Wielkanoc" Teatr Współczesny w Warszawie – jako Eleonora
- 2002: "Wniebowstąpienie" Teatr Współczesny w Warszawie – jako Jolka
- 2003: "Stracone zachody miłości" Teatr Współczesny w Warszawie – jako Rozalina
- 2004: "Pułkownik Ptak" – jako Pepa
- 2004: "Czarowna noc" Teatr Współczesny w Warszawie
- 2004: "Męczeństwo Piotra Ohey`a" Teatr Współczesny w Warszawie – jako córka

## SpektakleTeatru Telewizji
- 2004: "Wniebowstąpienie", reż. Tadeusz Konwicki – jako Jola[5]

## Nagrody i wyróżnienia
| 2000 | Wyróżnienie za rolę Marii Lwownej w sztuce "Letnicy – Opowieść" na XVIII Festiwalu Szkół Teatralnych w Łodzi                                 | Nagroda   |
| 2002 | Feliksy Warszawskie w kategorii "za najlepszą rolę aktorską" – Jolki we Wniebowstąpieniu Tadeusza Konwickiego (w reżyserii Macieja Englerta) | Nominacja |
| 2006 | Statuetka "Melonika" w kategorii: Najlepsza aktorka komediowa, Festiwal Dobrego Humoru w Gdańsku                                             | Nagroda   |